# مایکل دانزی
مایکل دانزی (انگلیسی: Michael Danzey؛ زادهٔ ۸ فوریهٔ ۱۹۷۱) بازیکن فوتبال اهل بریتانیا است.
از باشگاه‌هایی که در آن بازی کرده‌است می‌توان به باشگاه فوتبال ناتینگهام فارست، باشگاه فوتبال پیتربورو یونایتد، باشگاه فوتبال کمبریج یونایتد، باشگاه فوتبال اسکانتورپ یونایتد و باشگاه فوتبال سنت آلبنز سیتی اشاره کرد.